# Pseudanthias squamipinnis

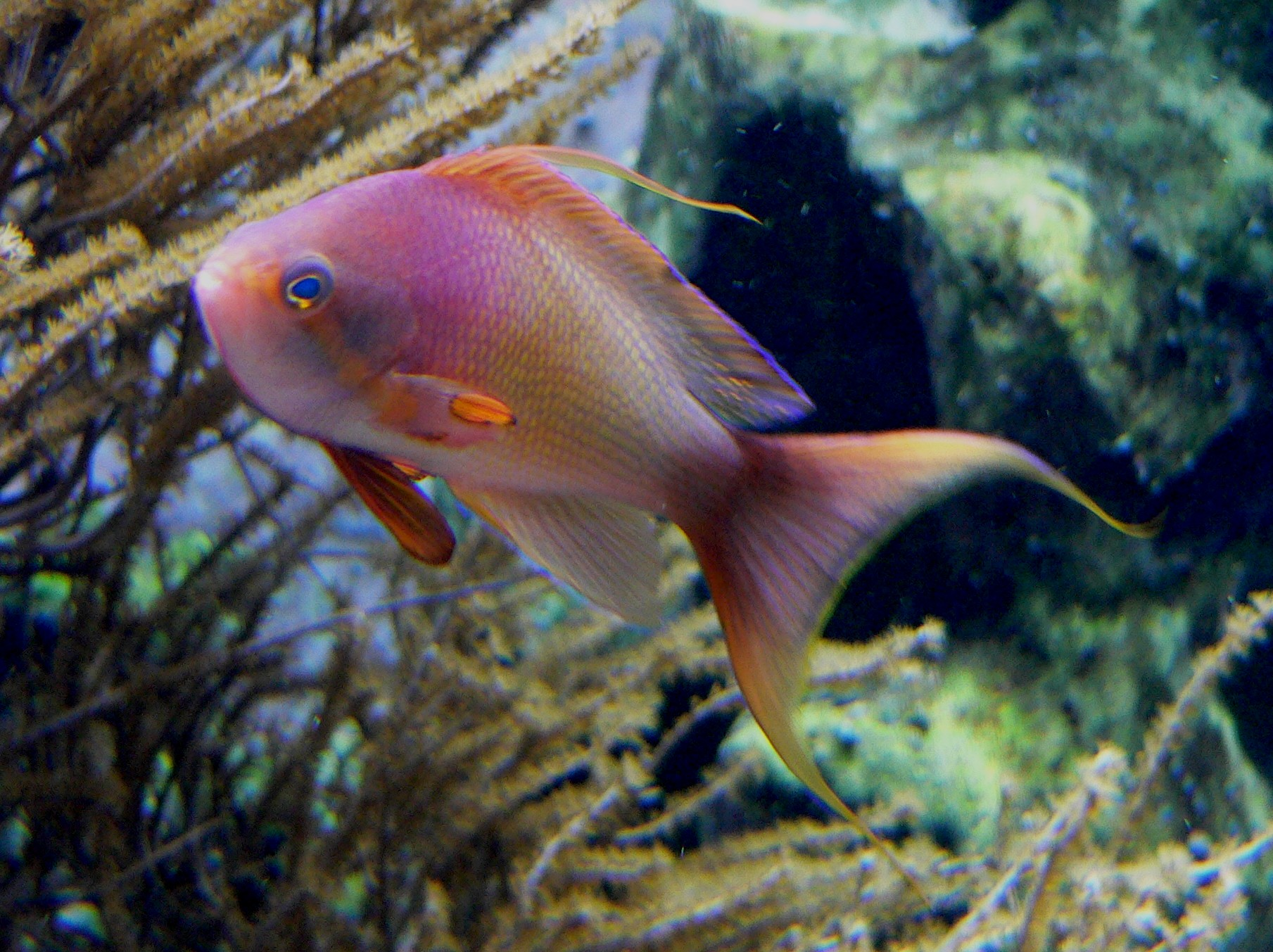
Pseudanthias squamipinnis

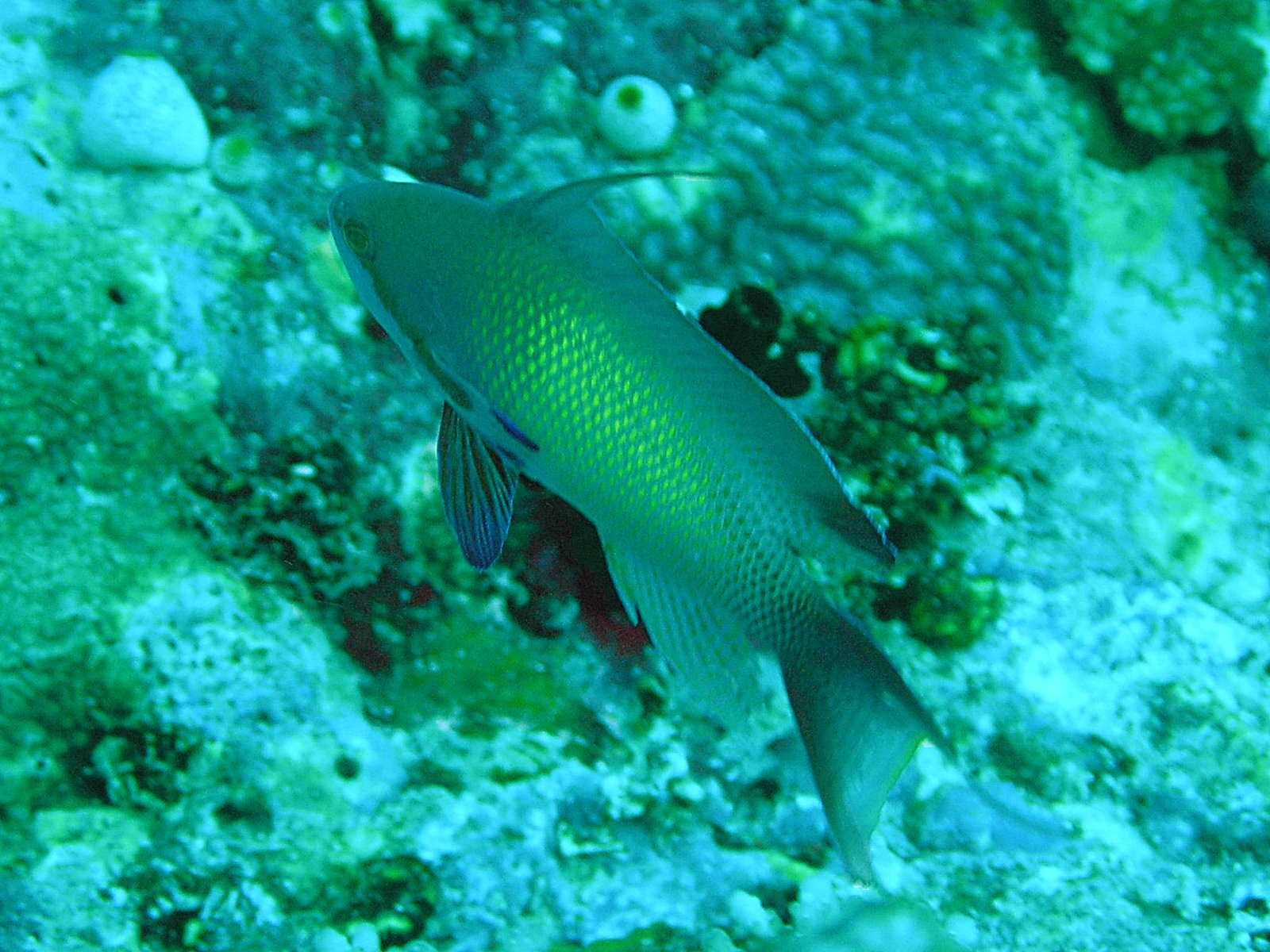
Exemplar de les Maldives

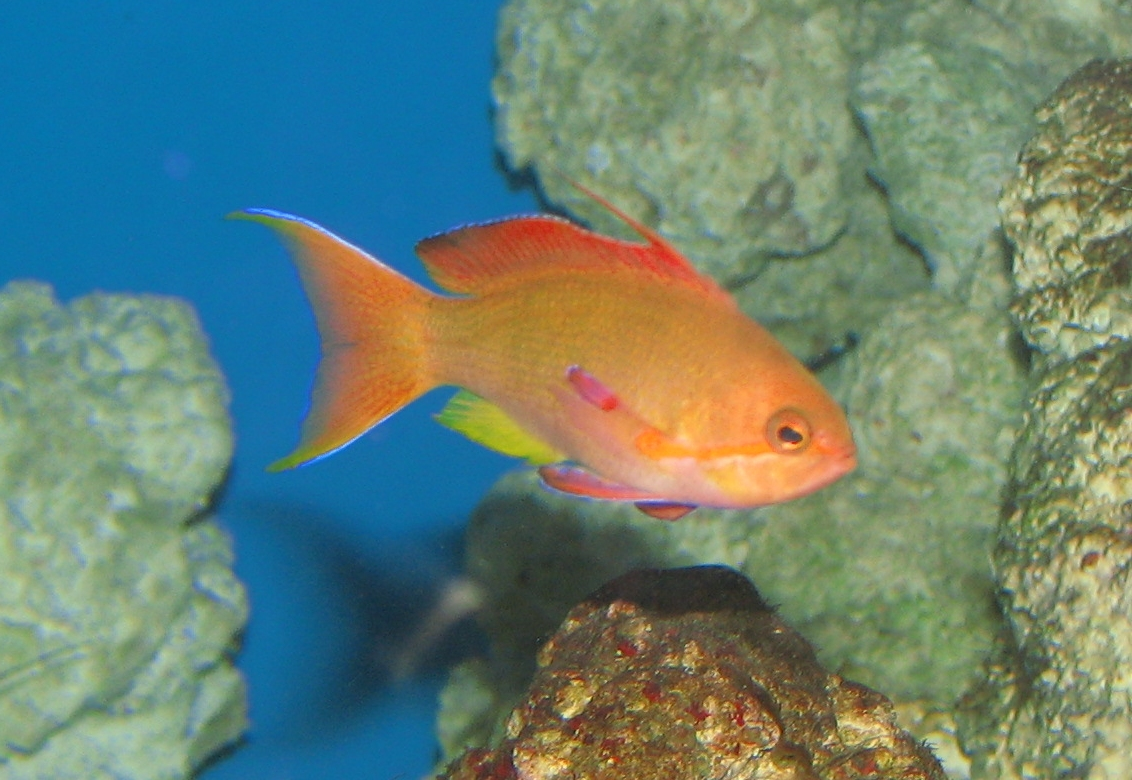
Pseudanthias squamipinnis a l'aquàrium de Newport, Kentucky

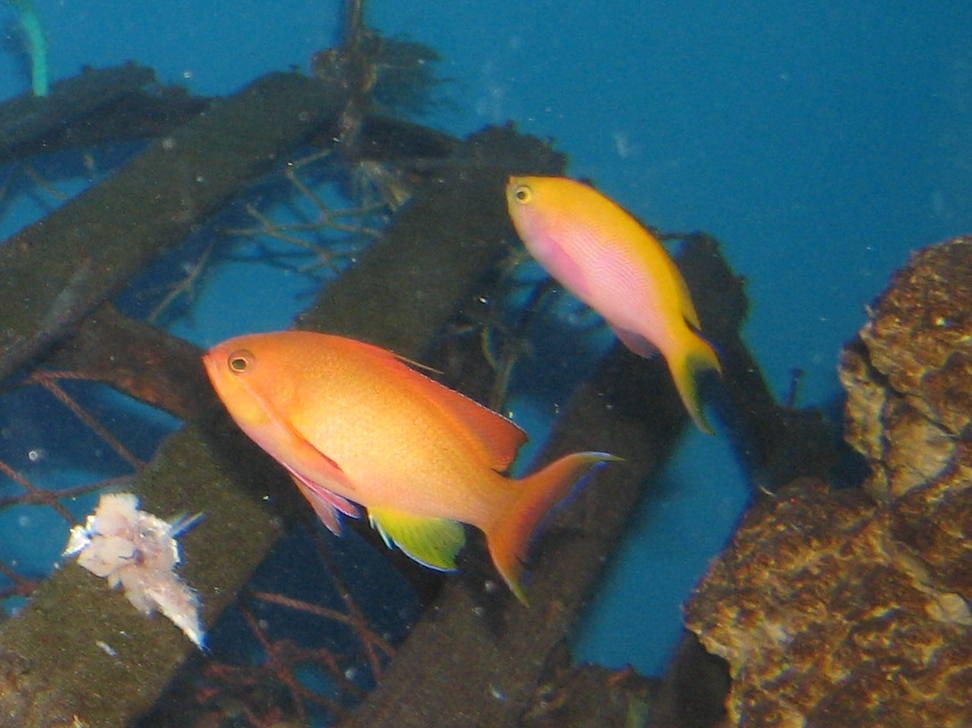
Parella de Pseudanthias squamipinnis a l'aquàrium de Newport, Kentucky

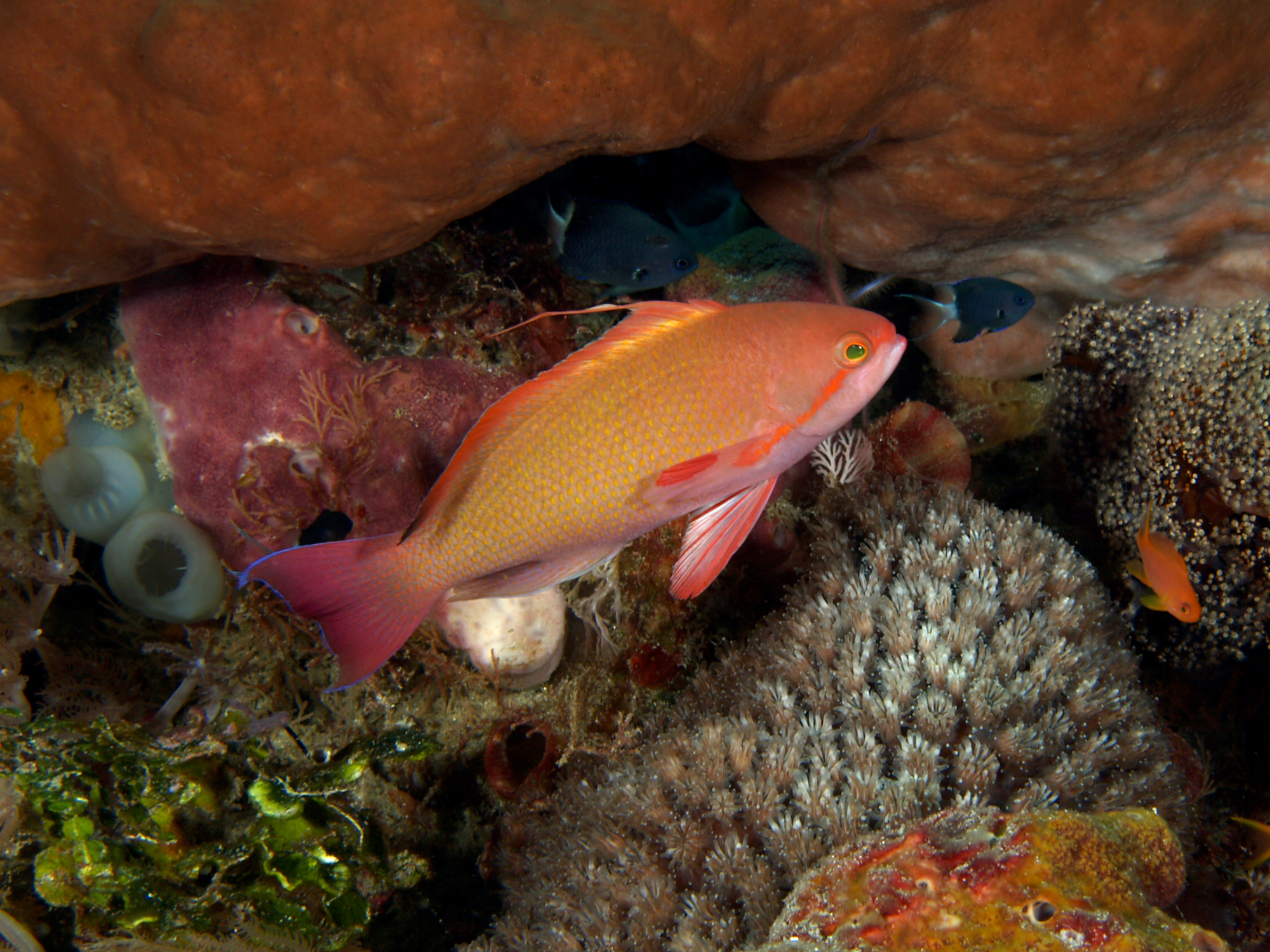
Exemplar mascle

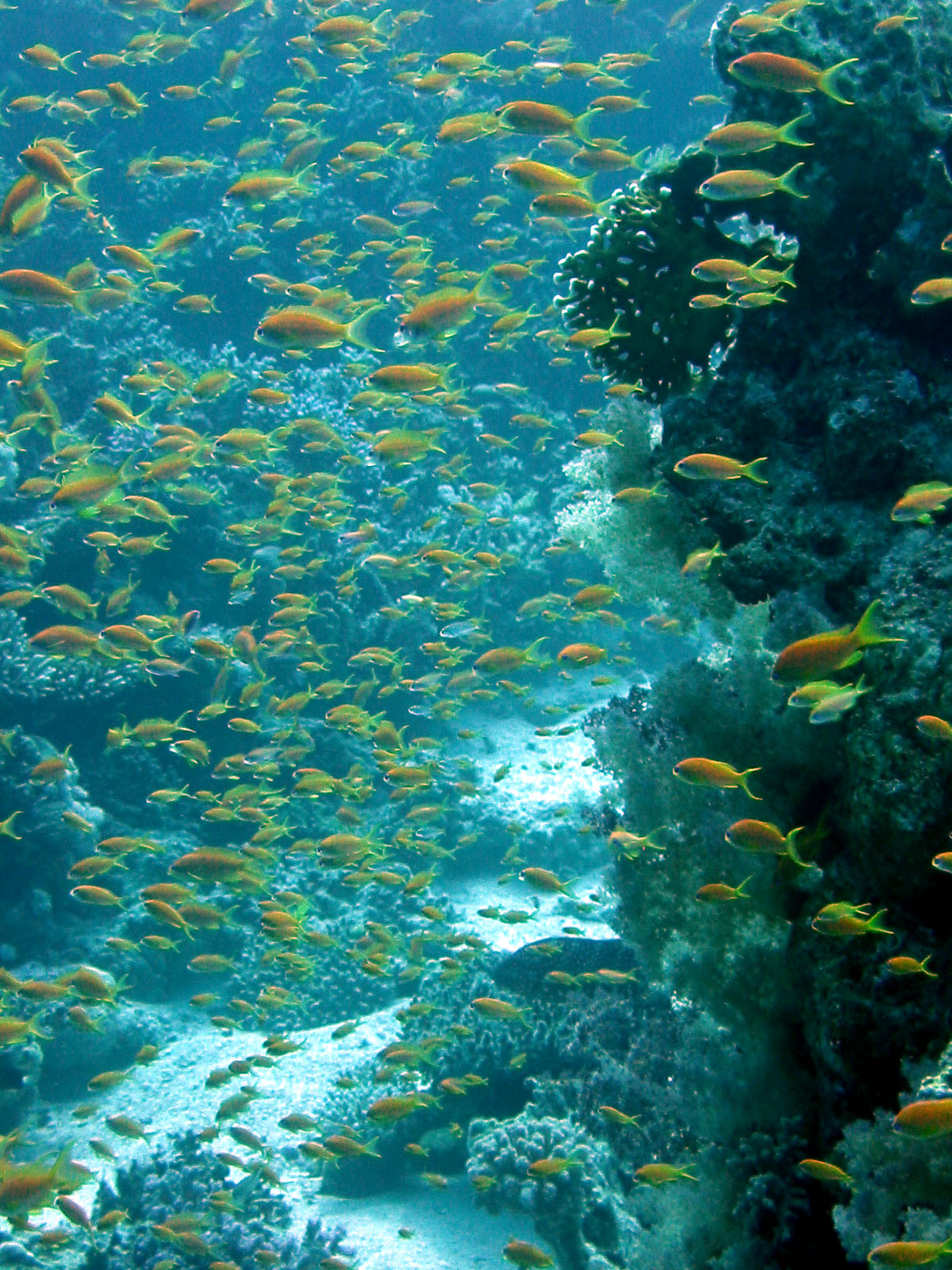
Exemplars fotografiats a Dahab (Egipte).

Pseudanthias squamipinnis és una espècie de peix de la família dels serrànids i de l'ordre dels perciformes.

## Morfologia
- Els mascles poden assolir 15 cm de longitud total.[2][3]

## Reproducció
És hermafrodita.

## Alimentació
Menja zooplàncton.

## Depredadors
És depredat per Cephalopholis argus, Cephalopholis hemistiktos i Cephalopholis miniata.

## Hàbitat
És un peix marí de clima tropical i associat als esculls de corall que viu fins als 55 m de fondària.

## Distribució geogràfica
Es troba des de la Mar Roja i Sud-àfrica (KwaZulu-Natal) fins a Niue, Japó i Austràlia.